# デルタ郡 (コロラド州)
デルタ郡（英: Delta County）は、アメリカ合衆国コロラド州の南西隅に位置する郡である。2010年国勢調査での人口は30,952人であり、2000年の27,834人から11.2％増加した。郡庁所在地はデルタ市（人口8,915人）であり、同郡で人口最大の町でもある。

## 地理
アメリカ合衆国統計局によると、この郡は総面積2,975 km2 (1,149 mi2) である。このうち2,958 km2 (1,142 mi2) が陸地で17 km2 (6 mi2) が水地域である。総面積の0.56%が水地域となっている。

## 人口動勢
2000年国勢調査で、この郡は人口27,834人、11,058世帯、及び7,939家族が暮らしている。人口密度は9/km2 (24/mi2) である。4/km2 (11/mi2) の平均的な密度に12,374軒の住宅が建っている。この郡の人種的な構成は白人92.29%、アフリカン・アメリカン0.52%、先住民0.76%、アジア0.32%、太平洋諸島系0.03%、その他の人種4.25%、及び混血1.83%である。この人口の11.39%はヒスパニックまたはラテン系である。
この郡内の住民は24.00%が18歳未満の未成年、18歳以上24歳以下が6.30%、25歳以上44歳以下が23.60%、45歳以上64歳以下が26.50%、及び65歳以上が19.70%にわたっている。中央値年齢は42歳である。女性100人ごとに対して男性は100.80人である。18歳以上の女性100人ごとに対して男性は98.60人である。
この郡の世帯ごとの平均的な収入は32,785米ドルであり、家族ごとの平均的な収入は37,748米ドルである。男性は31,348米ドルに対して女性は19,916米ドルの平均的な収入がある。この郡の一人当たりの収入 (per capita income) は17,152米ドルである。人口の12.10%及び家族の8.50%は貧困線以下である。全人口のうち18歳未満の15.00%及び65歳以上の9.60%は貧困線以下の生活を送っている。

## 都市及び町
- デルタ (Delta)
- シーダーエッジ (Cedaredge)
- クローフォード (Crawford)
- ホチキス (Hotchkiss)

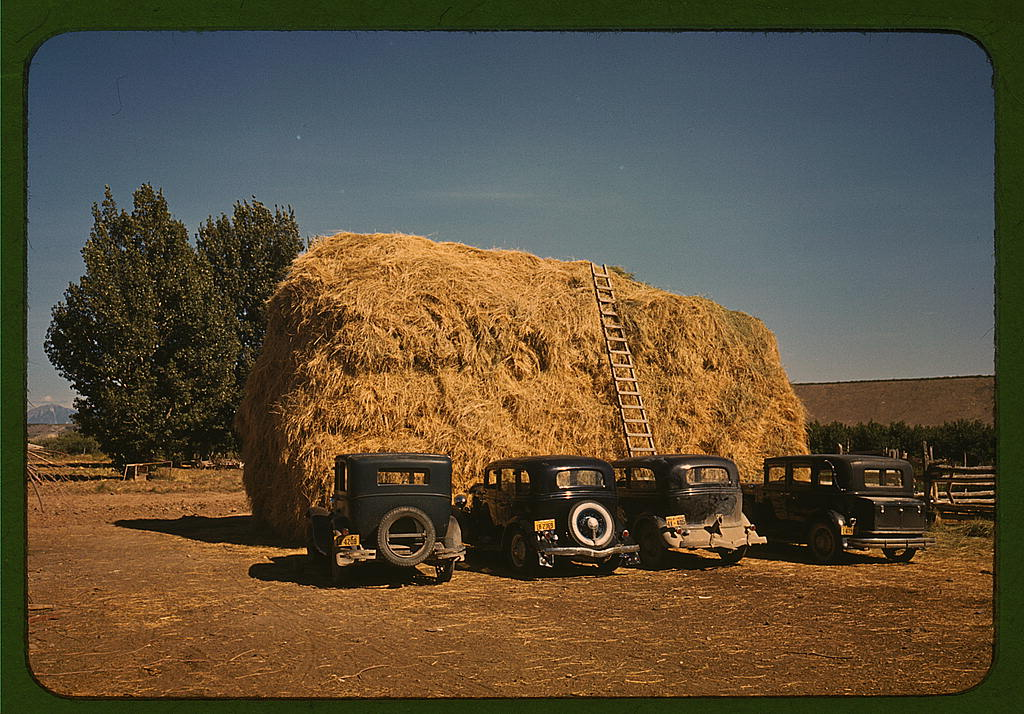
干草の山とモモ摘みの自動車、1940年撮影

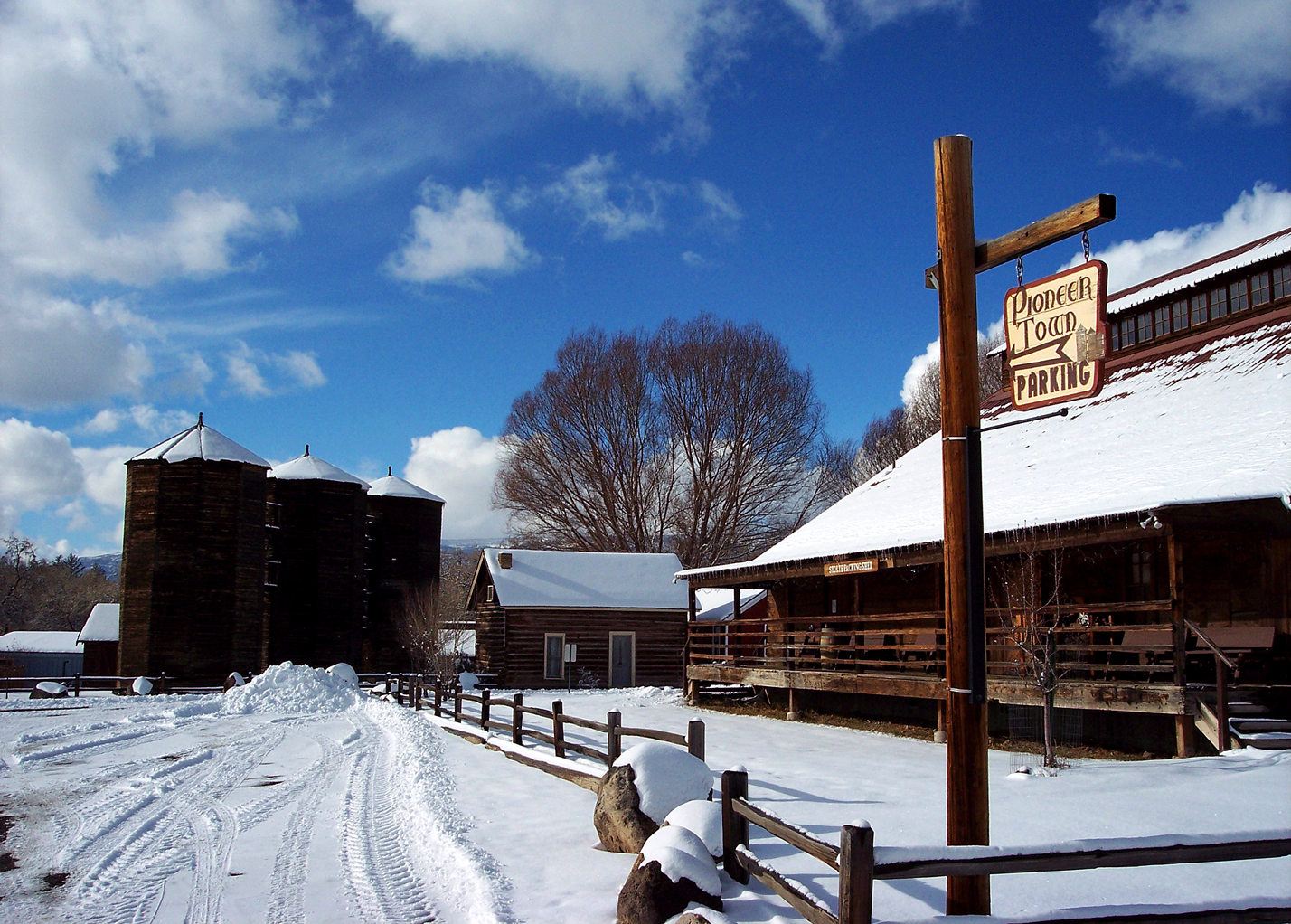
シーダーエッジの開拓村、2008年撮影

- オーチャードシティ (Orchard City)
- Paonia